# Hymne Nationale Voltaïque
El Hymne Nationale Voltaïque fue el himno nacional de la República del Alto Volta de 1960 hasta 1984, cuando el nombre del país fue cambiado a Burkina Faso, y el himno existente Une Seule Nuit fue adoptado.
La música y poema fueron hechas por Robert Ouedraogo.

## Letra
| En francés: Fière Volta de mes aieux, Ton soleil ardent et glorieux Te revêt d'or et de fierté Ô Reine drapée de loyauté ! Nous te ferons et plus forte, et plus belle À ton amour nous resterons fidèles Et nos cœurs vibrant de fierté Acclameront ta beauté Vers l'horizon lève les yeux Frémis aux accents tumultueux De tes fiers enfants tous dressés Promesses d'avenir caressées Le travail de ton sol brûlant Sans fin trempera les cœurs ardents, Et les vertus de tes enfants Le ceindront d'un diadème triomphant. Que Dieu te garde en sa bonté, Que du bonheur de ton sol aimé, L'Amour des frères soit la clé, Honneur, Unité et Liberté. | En español: Orgulloso Volta de mis ancestros, Tu ardiente y glorioso sol Te viste de oro y orgullo ¡Oh Reina vestida de lealtad! Te haremos más fuerte y más bella. A tu amor seguiremos fieles Y nuestros corazones vibrando de orgullo Aclamarán tu belleza Hacia el horizonte levanta la mirada Vibra con acento tumultuoso. De tus orgullosos hijos todos de pie Acariciadas promesas de futuro La obra de tu sol abrasador Sin fin empapará los corazones ardientes, Y las virtudes de tus hijos La ceñirán con una diadema triunfante. Que Dios te guarde con buena salud, Que la felicidad de tu amada tierra, Del amor de los hermanos sea la clave, Honor, Unidad y Libertad. |

- Datos: Q1640665